# Де Граф, Манфред
Манфред де Граф (нидерл. Manfred de Graaf), полное имя Манфред Марсел де Граф (нидерл. Manfred Marcel de Graaf), он же Манфред Марсел Дерман (нидерл. Manfred Marcel Derman; 8 января 1939, Амстердам, Нидерланды — 27 ноября 2018 года, Вармонд, Нидерланды) — нидерландский актёр театра и кино.

## Биография
Родился в Амстердаме 8 января 1939 года. Его отец, дипломат Мартин Дерман был убит нацистами во время Второй мировой войны за то, что был евреем. Почти всю свою жизни актёр носил фамилию отчима. 15 января 2003 года королева Беатрикс позволила ему сменить фамилию де Граф на Дерман.
В 1954 году подростком дебютировал на сцене Роттердамского театра в пьесе «Любопытный мистер Пеннипакер» Лиама О’Брайена, и в течение следующих пяти лет играл в этом театре. После короткое время сотрудничал с театральной труппой «Ансамбль». В 1961 году переехал в Гаагскую комедию, где служил до 1974 года. Затем играл в отдельных театральных постановках.
Одновременно со службой в театре, играл в художественных фильмах и телевизионных сериалах. В 1959 году дебютировал в телевизионном сериале «Долгое лето» режиссёра Вилли ван Хемерта. Широкая известность пришла к актёру в 1980-х годах, после того, как он сыграл роль доктора Ханса Лансберга в телевизионном сериале «Скажите А-а-а», который транслировался по телевидению с 1981 по 1993 год. В 2003—2004 годах участвовал в гастролях по Нидерландам с театральной версией этого телесериала.
Де Грааф был директором коммерческой телекомпании «Tele8» в регионе Твент. С 1990 года он также руководил городским театром Рейсвейка.
Активно занимался конькобежным спортом. Состоял в браке с Моникой Спирдейк, от которой имел дочь Фейн Де Грааф-Дерман. В начале 2018 года у него был обнаружен рак, который стал причиной смерти. Скончался в Вармонде 27 ноября 2018 года.

## Фильмография
| Год       | Фильм                                                              | Режиссёр         | Персонаж           |
| --------- | ------------------------------------------------------------------ | ---------------- | ------------------ |
| 1959      | «Долгое лето» (нидерл. Een zomer lang)                             | Вилли ван Хемерт | эпизодическая роль |
| 1960      | «Коллеги, прекратите шум» (нидерл. Makkers, staakt uw wild geraas) | Фонс Радемакерс  | эпизодическая роль |
| 1966      | «Танец цапли» (нидерл. De dans van de reiger)                      | Фонс Радемакерс  | матрос             |
| 1973      | «Турецкие сладости» (нидерл. Turks fruit)                          | Пол Верховен     | Хенни              |
| 1981—1993 | «Скажите А-а-а» (нидерл. Zeg 'ns Aaa)                              | Нико Кнаппер     | Ханс Лансберг      |
| Источник: |                                                                    |                  |                    |